# Pamekarsari (Surian)
Pamekarsari is een bestuurslaag in het regentschap Sumedang van de provincie West-Java, Indonesië. Pamekarsari telt 1557 inwoners (volkstelling 2010).